# Relaciones Chile-Tayikistán
Las relaciones Chile-Tayikistán son las relaciones internacionales entre la República de Chile y la República de Tayikistán.

## Acuerdos
El embajador de Chile ante Tayikistán, Eduardo Escobar y el ministro de Relaciones Exteriores de Tayikistán, Sirojiddin Muhriddin, firmaron el 10 de marzo de 2023 un acuerdo bilateral sobre la exención mutua del requisito de visa para titulares de pasaportes diplomáticos, oficiales y de servicio, en una ceremonia desarrollada en el Palacio de la Nación en Dusambé.

## Misiones diplomáticas
- La embajada de Chile en Rusia concurre con representación diplomática a Tayikistán.[2]
- La embajada de Tayikistán ante las Naciones Unidas en Nueva York concurre con representación diplomática a Chile.[2]